# Ufsebrotet
Ufsebrotet ist (norwegisch für Gebrochene Klippe) ist ein steil aufragendes Felsenkliff im ostantarktischen Königin-Maud-Land. Im Otto-von-Gruber-Gebirge des Wohlthatmassivs ragt es 3 km südlich des Zimmermannbergs auf.
Entdeckt und aus der Luft fotografiert wurde das Kliff bei der Deutschen Antarktischen Expedition 1938/39 unter der Leitung des Polarforschers Alfred Ritscher. Norwegische Kartographen, die es auch deskriptiv benannten, kartierten es anhand von Vermessungen und Luftaufnahmen der Dritten Norwegischen Antarktisexpedition (1956–1960).